# جيرالد كوينتن ماغيري
جيرالد كوينتن ماغيري (بالسويدية: Gerald Q. Maguire)‏ هو أكاديمي سويدي، ولد في 6 يناير 1955.